# Sminthurinus transversalis
Sminthurinus transversalis är en urinsektsart som beskrevs av Axelson 1905. Sminthurinus transversalis ingår i släktet Sminthurinus, och familjen Katiannidae. Arten är reproducerande i Sverige.